# Dija ad-Din Kamal Dżauda
Dija ad-Din Kamal Dżauda (arab. ضياء الدين كمال جودة; ur. 2 maja 1993) – egipski zapaśnik walczący w stylu wolnym. Olimpijczyk z Rio de Janeiro 2016, gdzie zajął dziewiąte miejsce w kategorii 125 kg, dziesiąty w Tokio 2020 w kategorii 125 kg i trzynasty w Paryżu 2024 w kategorii do 125 kg.
Zajął piętnaste miejsce na mistrzostwach świata w 2015. Brązowy medalista igrzysk afrykańskich w 2015. Triumfator mistrzostw Afryki w 2015, 2016, 2017, 2020 i 2023. Wicemistrz arabski w 2012 i trzeci w 2022. Mistrz Afryki juniorów w 2012 roku